# بلقاسم بن محمد الدكالي
أبو محمد بلقاسم بن محمد بن إبراهيم الدكالي ولد عام (806. هـ) ينسب إلى دكالة في المغرب. يعد بلقاسم من نحويي وأدباء ومفسري وفقهاء المذهب المالكي، كما كان عالمًا من علماء القرآن وأئمتهم. نقل في مجال التفسير عن ابن عطية والزمخشري وغيرهما.

## مذهبه
ينتمي إلى المذهب المالكي.

## وفاته
توفي عام 978 عن عمر يناهز 78.